# Plateau Central (îles Kerguelen)
Pour les articles homonymes, voir Plateau Central.
Le plateau Central est un plateau volcanique situé au centre de l'île principale de l'archipel des Kerguelen, dans les Terres australes et antarctiques françaises.

## Géographie

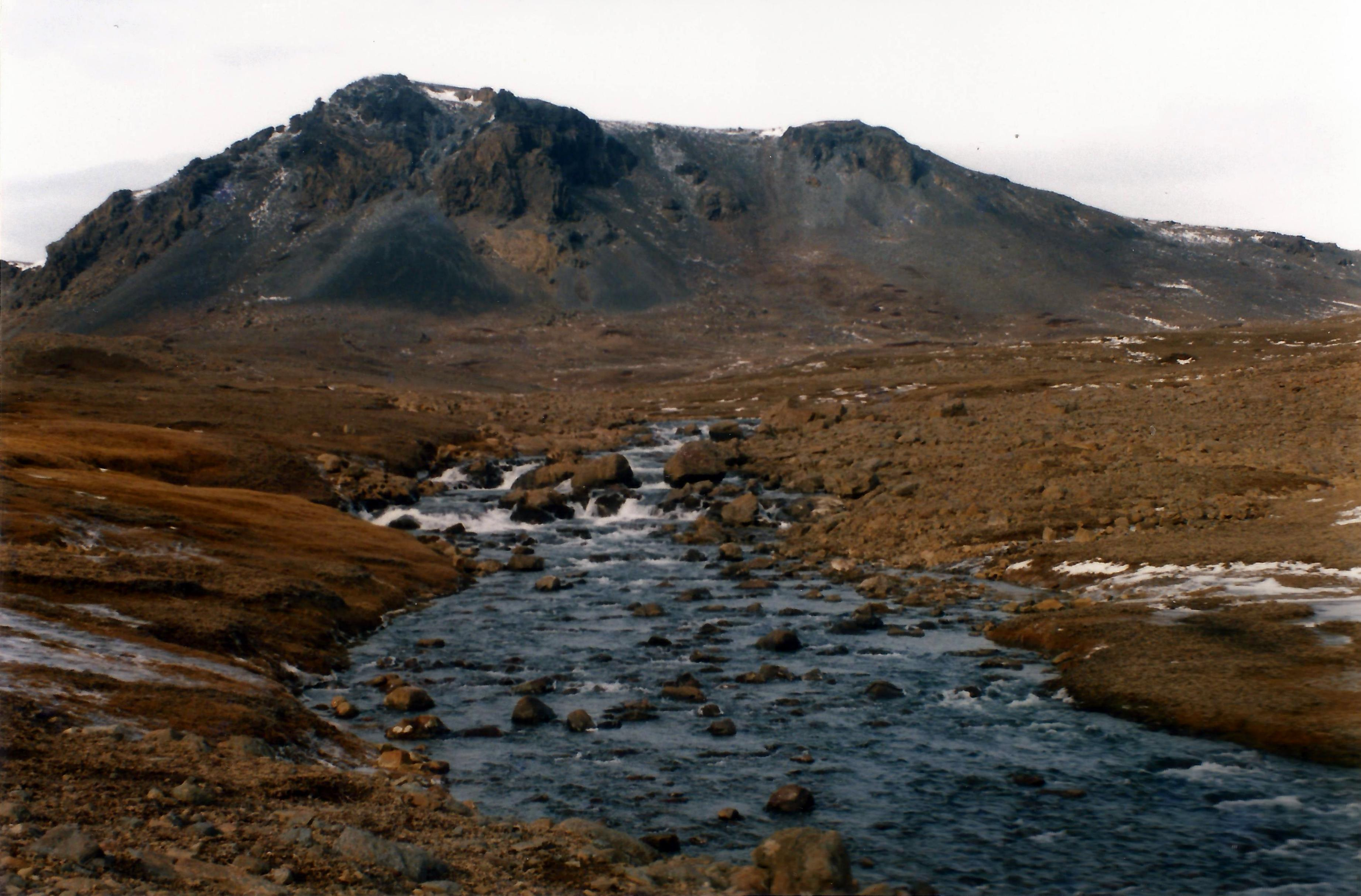
Le volcan du Diable au sud du Plateau central

Au sud-ouest, le plateau Central s'étend jusqu'au Val d'Entr'Aigues qui marque la limite avec le Massif Gallieni. À l'ouest, le plateau jouxte le Val Travers et au nord le lac Bontemps ainsi que le Havre du Beau Temps. Au nord-est, la péninsule Courbet se rattache au plateau par l'isthme du Lac large de près de 5 km. À l'est et au sud-est le plateau se prolonge dans le golfe du Morbihan et la baie des Swains par de nombreuses péninsules. La presqu'île Jeanne d'Arc se greffe au sud-est sur le plateau par l'intermédiaire d'un isthme bas et étroit (500 m) : le halage des Swains,.
Le relief atteint ses plus grandes altitudes au sud avec les premiers contreforts du massif Gallieni tel le mont Blanc (789 m) et au sud-ouest au mont de l'Iseran (979 m) ou au Grand Rempart (773 m). À l'ouest, les sommets qui dominent le Val Travers s'abaissent progressivement jusqu'au mont de la Solitude (521 m). Les transitions avec le val Travers et le havre du Beau Temps se font par des pentes abruptes, avec des dénivelés atteignant 500 m sur des distances de 0,5 à 1 km. À l'ouest au contraire les transitions avec le domaine marin du golfe du Morbihan et de la baie des Swains se font plus progressivement avec des bras de mer qui s'enfoncent profondément à l'intérieur du plateau,.